# 꽃과 뱀 1974
꽃과 뱀 1974(花と蛇: Flowers And Snakes)는 일본에서 제작된 코누마 마사루 감독의 1974년 멜로/로맨스, 범죄, 스릴러 영화이다. 타니 나오미 등이 주연으로 출연하였다.

## 출연

### 주연
- 타니 나오미
- 사카모토 나가토시

### 조연
- 아베 히지리
- 후지 히로코
- 이시즈 야스히코
- 타카하시 아키라
- 야시로 코지

## 제작진
- 원작자: 단 오니로쿠
- 미술: 요코오 요시나가